# Glyphonycteris
Glyphonycteris là một chi động vật có vú trong họ Dơi mũi lá, bộ Dơi. Chi này được Thomas miêu tả năm 1896. Loài điển hình của chi này là Glyphonycteris sylvestris Thomas, 1896.

## Các loài
Chi này gồm các loài: